# Johann-Dietrich Wörner
Johann-Dietrich Wörner, communément nommé Jan Wörner, né le 18 juillet 1954 à Cassel, est un ingénieur allemand. Il était directeur de l'agence aérospatiale allemande, la DLR de 2007 à 2015. Il a remplacé Jean-Jacques Dordain à la tête de l'Agence spatiale européenne le 1er juillet 2015. Il quitte ses fonctions le 28 février 2021.

## Biographie
Johann-Dietrich Wörner est né à Cassel (Allemagne) en 1954. Il fait ses études supérieures à l'université technique de Berlin et à l'université technique de Darmstadt dont il sort en 1985 avec un diplôme en ingénierie civile. Durant ses études il passe 2 ans au Japon pour étudier les techniques de construction permettant de faire face au risque sismique. Il travaille jusqu'en 1990 dans le bureau d'études de König et Heunisch à Francfort. Il quitte son emploi pour devenir professeur à l'université technique de Darmstadt où il enseigne le génie civil et dirige l'Institut de recherche et des essais. En 1995 il est nommé président de l'université. Le 1er mars 2007 il devient président du conseil d'administration de l'agence aérospatiale allemande, la DLR.

## Divers
Wörner est depuis 2002 membre de l'Académie allemande des sciences Leopoldina. Il a été membre du conseil d'administration de l'École centrale Paris (2000) et de l'École centrale de Lyon (2005). Il est membre du conseil d'administration de l'université technique de Berlin et de l’École supérieure de la musique et des arts de Francfort.  